# أسل فراشي
أسل فراشي (الاسم العلمي: Juncus papillosus) نوع نباتي يتبع جنس الأسل وينتمي إلى الفصيلة الأسلية.